# July Talk
July Talk é uma banda canadense de indie rock, surgida em Toronto no ano de 2012. A banda é formada pelos cantores Peter Dreimanis e Leah Fay, pelo guitarrista  Ian Docherty, pelo baixista  Josh Warburton, e pelo baterista  Danny Miles.  A banda possui dois álbuns de estúdio: July Talk de 2012, e Touch de 2016. 